# Martín Menacho
José Martín Menacho Aguilera (Santa Cruz de la Sierra, 7 de agosto de 1973) es un exfutbolista boliviano. Jugó de delantero y su último equipo fue el Nacional Potosí de la Primera División de Bolivia.

## Trayectoria
En Bolivia, su pasión por el fútbol comenzó desde entonces y alternaba sus estudios con los entrenamientos, pese a ello logró el bachillerato a sus 17 años, desde ahí Menacho desarrolló la mayor parte de su carrera futbolística en el fútbol profesional, debutando con Destroyers, en 1993, equipo con el cual convirtió cincuenta y tres goles, que le valieron ser tomado en cuenta por uno de los mejores delanteros de su país y ser llamado por la selección nacional, cuya camiseta representó desde fines del 1999 hasta principios del 2001. 
Luego pasó por clubes como Blooming, Oriente Petrolero, Jorge Wilstermann, Real Potosí, Bolívar, La Paz, Guabirá y Nacional de Potosí. También tuvo una breve etapa con el club peruano Sport Ancash en 2005. 
El año 2000 convirtió en The Strongest 23 goles y se convirtió en el goleador de la temporada, mientras que en 2010 anotó sus últimos cuatro goles con The Strongest y totalizó 129 en la Liga del Fútbol Profesional Boliviano. También jugó con el Bolívar la Copa Libertadores de América, competencia en la que convirtió tres goles, uno en 2006 a Sporting Cristal, en la derrota en Lima, uno a Estudiantes de la Plata en la recordada victoria por 1-0 en La Paz; y uno a Liga de Quito, de Ecuador, en la victoria por 3-1 en La Paz.

## Selección nacional
Debutó en la selección absoluta el 28 de abril de 1999, durante el partido amistoso disputado en Cochabamba frente a Chile.

## Clubes
| Club              | País    | Año         | Juegos | Goles |
| ----------------- | ------- | ----------- | ------ | ----- |
| Destroyers        | Bolivia | 1993-1997   | 132    | 53    |
| Blooming          | Bolivia | 1998-1999   | 43     | 11    |
| Oriente Petrolero | Bolivia | 2000        | 36     | 8     |
| Jorge Wilstermann | Bolivia | 2001        | 22     | 6     |
| The Strongest     | Bolivia | 2002        | 7      | 1     |
| Real Potosí       | Bolivia | 2003-2004   | 36     | 23    |
| Sport Áncash      | Perú    | 2005        | 19     | 4     |
| Bolívar           | Bolivia | 2006-2007   | 42     | 17    |
| La Paz FC         | Bolivia | 2007        | 19     | 6     |
| Guabirá           | Bolivia | 2008        | 12     | 2     |
| The Strongest     | Bolivia | 2009 - 2010 | 45     | 5     |
| Nacional Potosí   | Bolivia | 2010        |        |       |

## Palmarés

### Títulos nacionales
| Título           | Club     | País    | Año           |
| ---------------- | -------- | ------- | ------------- |
| Primera División | Blooming | Bolivia | 1998          |
| Primera División | Blooming | Bolivia | 1999          |
| Primera División | Bolívar  | Bolivia | Clausura 2006 |

### Distinciones individuales
| Distinción                                             | Año  |
| ------------------------------------------------------ | ---- |
| Máximo Goleador Primera División de Bolivia (23 goles) | 2004 |